# Брешиа (футбольный клуб)
«Бре́шиа» (итал. Brescia Calcio) — итальянский футбольный клуб из одноимённого города. Основан в 1911 году. Домашние матчи проводил на стадионе «Марио Ригамонти», вмещающем 19 550 зрителей. Лишён профессионального статуса 9 июня 2025 года.

## История
В сезоне 2010/11 выступала в Серии A, заняв 19-е место, набрав 32 очка, в конце сезона покинув элиту итальянского футбола. В сезоне 2011/12 «Брешиа» очень неудачно начала свой путь в Серии B и балансировала на грани вылета, однако после прихода на пост тренера Алессандро Калори закрепилась в середине турнирной таблицы.

## Достижения
Национальные:
- Победитель Серии B: 1964/65, 1991/92, 1996/97, 2018/19
- Победитель Серии C: 1938/39, 1984/85

Международные:
- Победитель Англо-итальянского кубка: 1994
- Финалист Кубка Интертото: 2001

## Форма

### Домашняя
| 2013/14 | 2014/15 | 2015/16 | 2016/17 | 2018/19 | 2019/20 | 2020/21 | 2021/22 | 2022/23 | 2023/24 | 2024/25 |

### Гостевая
| 2013/14 | 2014/15 | 2015/16 | 2016/17 | 2018/19 | 2019/20 | 2020/21 | 2021/22 | 2022/23 | 2023/24 | 2024/25 |

### Резервная
| 2013/14 | 2014/15 | 2016/17 | 2018/19 | 2019/20 | 2020/21 | 2021/22 | 2022/23 | 2023/24 | 2024/25 |

Источники:,